# Campeonato Nacional da Divisão de Honra 2021/22
Der Campeonato Nacional da Divisão de Honra 2021/22 war die dritthöchste Spielklasse im Fußball auf der Insel São Tomé, einem Teilstaat des afrikanischen Inselstaates São Tomé und Príncipe. Die Saison wurde mit zehn Mannschaften ausgetragen. Jede Mannschaft absolvierte 18 Spiele in einer Hin- und Rückrunde.
| Pl.                    | Verein               | Sp. | S  | U | N  | Tore    | Diff. | Punkte |
| ---------------------- | -------------------- | --- | -- | - | -- | ------- | ----- | ------ |
| 1.                     | Juba de Diogo Simão  | 18  | 12 | 6 | 0  | 053:180 | +35   | 42     |
| 2.                     | UD Santa Margarida   | 18  | 11 | 4 | 3  | 037:260 | +11   | 37     |
| 3.                     | Desportivo Otótó (A) | 18  | 10 | 3 | 5  | 042:280 | +14   | 33     |
| 4.                     | Andorinha SC         | 18  | 6  | 7 | 5  | 038:350 | +3    | 25     |
| 5.                     | Marítimo Micoló      | 18  | 7  | 4 | 7  | 023:230 | ±0    | 25     |
| 6.                     | Varzim SC            | 18  | 7  | 4 | 7  | 035:270 | +8    | 25     |
| 7.                     | AD Kê Morabeza       | 18  | 5  | 5 | 8  | 032:380 | −6    | 20     |
| 8.                     | Boavista FC          | 18  | 4  | 5 | 9  | 023:340 | −11   | 17     |
| 9.                     | Diogo Vaz            | 18  | 3  | 4 | 11 | 020:510 | −31   | 13     |
| 10.                    | CD Conde (A)         | 18  | 3  | 2 | 13 | 017:400 | −23   | 11     |
| Stand: Saisonende 2022 |                      |     |    |   |    |         |       |        |

Platzierungskriterien: 1. Punkte – 2. Tordifferenz – 3. geschossene Tore